# Magadi II
Magadi II est une localité du Cameroun située à proximité du lac Tchad, dans le département du Logone-et-Chari et la Région de l'Extrême-Nord. Elle fait partie de la commune de Fotokol et du canton de Warou II.

## Population
Lors du recensement de 2005, on y a dénombré 399 personnes.